# Temma Nomura
Temma Nomura (japanisch 野村 天真 Nomura Temma; * 27. Juni 2001 in der Präfektur Fukuoka) ist ein japanischer Fußballspieler.

## Karriere
Nomura erlernte das Fußballspielen in der Jugendmannschaft von Cerezo Osaka. Die U23-Mannschaft des Vereins spielte in der dritten Liga, der J3 League. Bereits als Jugendspieler absolvierte er 17 Drittligaspiele.